# Меморіал пам’яті студентів та викладачів гірничорудного інституту 1941-1945 рр.
Меморіал пам'яті студентів та викладачів гірничорудного інституту 1941—1945 рр. розташований біля будівлі корпусу Криворізького національного університету по вулиці Пушкіна, 37, Центрально-Міського району м. Кривий Ріг.

## Передісторія
Пам'ятка пов'язана з подіями Другої світової війни. Влітку 1941 року майже 500 викладачів, студентів та співробітників Криворізького гірничорудного інституту були відправлені на фронт. Не всі з них повернулись додому живими. Відкриття пам'ятника загиблим відбулося 7 травня 1988 р., скульптор А. Ярошенко, архітектор Б. Смиков. Чавунні фігури відлиті на Криворізькому металургійному комбінаті. Пам'ятник виготовлено на кошти, зібрані студентами та викладачами КГРІ (з 2011 року — Криворізький національний університет). Необхідна сума збиралась протягом п'яти років за рахунок особистих внесків, праці у будівельних загонах та на суботниках.
Рішенням Дніпропетровського облвиконкому від 19.11.1990 р. № 424 пам'ятку взято на державний облік з охоронним номером 6312.

## Пам'ятка
Скульптурну багатофігурну групу (висота — 2,44 м, довжина –2,72 м, ширина — 1 м) з чавуну, вмонтовано між двома прямокутними бетонними блоками (висота — 3,72 м, довжина — 2,44 м, ширина — 1 м), облицьованими гранітними плитами. Композиція твору двостороння, вписана в прямокутник. В прямокутному наскрізному отворі зображено вісім солдат (збірний образ воїнів-фронтовиків), котрі від'їжджають у вагонах-теплушках на фронт. З кожного боку скомпоновано по чотири солдатські фігури. З обох сторін пам'ятника є горизонтальні металеві рейки-перила (довжиною 2,72 м, товщиною 0,20 м) вмонтовані на рівні 1,30 м від підніжжя скульптурної групи. На поверхні прямокутних блоків, котрі замикають скульптурну групу, симетрично, на відстані 0,41 м від верхнього краю вмонтовано по пам'ятній металевій дошці світло-сірого кольору (висота — 0,65 м, довжина — 1,14 м) з кожного боку, всього — чотири одиниці. На дошках з лівого боку рельєфно зображена дата «1941», справа — «1945», на іншому боці композиції — аналогічно. На двох торцевих поверхнях блоків вмонтовано по дві металеві пам'ятні дошки світло-сірого кольору. На відстані у 0,35 м від верхнього краю розміщено дошку розмірами 0,60×0,60 м із рельєфним зображенням ордена Великої Вітчизняної війни. На 0,25 м нижче неї — пам'ятна дошка розмірами 0,73×0,68 м з рельєфно виконаним текстом російською мовою великими літерами у 10 рядків: «СТУДЕНТАМ / ПРЕПОДАВАТЕЛЯМ / И СОТРУДНИКАМ / КРИВОРОЖСКОГО ОРДЕНА / ТРУДОВОГО КРАСНОГО / ЗНАМЕНИ / ГОРНОРУДНОГО ИНСТИТУТА / ПОГИБШИМ НА ФРОНТАХ / ВЕЛИКОЙ ОТЕЧЕСТВЕННОЙ / ВОЙНЫ».
Аналогічні дошки знаходяться на протилежному профілі, на нижній дошці розміщено напис російською мовою великими літерами у 12 рядків: «ПАМЯТНИК СООРУЖЕН / В ОЗНАМЕНОВАНИЕ / 40-ЛЕТИЯ ПОБЕДЫ / СОВЕТСКОГО НАРОДА / В ВЕЛИКОЙ ОТЕЧЕСТВЕННОЙ / ВОЙНЕ НА СРЕДСТВА / СОБРАННЫЕ СТУДЕНТАМИ / ПРЕПОДАВАТЕЛЯМИ / И СОТРУДНИКАМИ КГРИ / АВТОРЫ / СКУЛЬПТОР А. ЯРОШЕНКО / АРХИТЕКТОР Б. СМЫКОВ».
Вся композиція тримається на двох прямокутних опорах (висота — 0,32 м, довжина — 1,35 м, ширина — 1 м), симетрично розташованих від краю великих блоків на відстані 0,80 м кожна. Вони, в свою чергу встановлені на прямокутну платформу (висотою 0,40 м, довжиною 11,80 м, шириною 5,20 м), верхня сторона якої вкрита мозаїкою з гранітних фрагментів, а бічні — облицьовані гранітними плитками.